# Archäologisches Museum Colombischlössle
Das Archäologische Museum Colombischlössle (ArCo) der Städtischen Museen Freiburg ist ein archäologisches Museum in der neugotischen Villa Colombischlössle am Rotteckring von Freiburg im Breisgau.

## Geschichte
Die Ursprünge der Sammlung gehen auf Alexander Ecker, Heinrich Fischer und Wilhelm Deecke zurück. Deecke war Leiter des Geologischen Instituts der Universität Freiburg. Er baute die seit 1867 bestehende Sammlung des Museums für Urgeschichte und Ethnographie aus und brachte diese ab 1926 im Geologischen Institut in der Hebelstraße 40 unter. Um dieses Museum zu betreuen, berief Deecke den Prähistoriker Georg Kraft nach Freiburg. Unter Kraft wurde 1936 das Museum für Ur- und Frühgeschichte aus dem geologischen Institut gelöst und gehörte dann von da ab als eigenständiges Institut zur philosophischen Fakultät der Universität. Bei dieser Gelegenheit verlegte man es in neu gestaltete Räume im Adelhauser Kloster. Georg Kraft betreute nun in Personalunion das Institut der Universität, die archäologische Denkmalpflege und die nun „Museum für Urgeschichte“ genannte Sammlung. Das neue Museum wurde von der Stadtverwaltung mitgetragen und verwaltete nun auch die städtischen Bestände zur Urgeschichte.
Im Juni 1938 wurde das „Museum für Urgeschichte“ eröffnet. Kraft leitete das Institut bis zu seinem Tod beim Bombenangriff auf Freiburg im Jahre 1944. Das Museum war nach dem Krieg aus Platzmangel nicht mehr für die Öffentlichkeit zugänglich, das nun vom Museum losgelöste Institut für Ur- und Frühgeschichte und die ebenfalls von Museum und Institut getrennte Staatliche Denkmalpflege waren nun im selben Haus untergebracht. 1961 wurden die Bestände bei der Denkmalpflege eingelagert, da im Klostergebäude das spätere Naturmuseum eingerichtet wurde.
1978 wurde durch den Gemeinderat die Wiedereinrichtung des Museums für Ur- und Frühgeschicht im Colombischlössle beschlossen, 1979 wurde mit der Planung begonnen. Im Jahr 1983 wurde das Museum durch Lothar Späth neu eröffnet.

## Ausstellung
Die Dauerausstellung zeigt archäologische Funde von der Altsteinzeit bis ins Mittelalter. Unter den Funden sind sehr viele Dauerleihgaben des Landes Baden-Württemberg.
Zur Ausstellung zählen beispielsweise die einzigartigen, über 10 000 Jahre alten Gagatfigürchen der eiszeitlichen Jäger und Sammler vom Petersfels. Des Weiteren werden Hinterlassenschaften der ältesten Bauern an Hoch- und Oberrhein sowie Zeugnisse der Metallproduktion aus der Bronzezeit präsentiert. Weiter sind die älteste Glasschale nördlich der Alpen sowie das keltische Prunkgrab von Kappel-Grafenhausen zu sehen. Die 2009 neu gestalteten Römerräume im ersten Obergeschoss veranschaulichen die Themen Technik, Militär und Alltag mit zahlreichen Funden unter anderem aus dem Römerlager Dangstetten und dem Oppidum Altenburg mit einprägsamen Texten und interaktiven Stationen. Runenschriftdokumente wie der Runenstab von Neudingen aus dem 6. Jahrhundert und die alamannische Schatzkammer mit Funden aus reich ausgestatteten Gräbern aus dem frühen Mittelalter im Kellergeschoss runden das Repertoire des Archäologischen Museums ab. Modelle, Mitmach-Stationen und zahlreiche Veranstaltungen veranschaulichen die Besonderheiten und Lebensumstände jeder Epoche.
Das Museum bietet Schulklassen, Familien und Kindern museumspädagogische Angebote, bei denen sie selbst ausprobieren können, wie etwa in der Steinzeit Feuer gemacht oder römische Öllämpchen hergestellt wurden. Das Haus unterhält eine Präsenzbibliothek archäologischer Fachpublikationen.
Regelmäßig zeigt das Museum Sonderausstellungen zu wechselnden Themen, wie zum Beispiel Als das Mammut zu schwitzen begann… Eine Kinderausstellung zur Steinzeit von 21. März 2013 bis 23. Februar 2014. Im Sommer 2014 wurde das Haus saniert.

## Leitung
Das Museum im Colombischlössle wurde von Gerd Biegel eingerichtet und bis 1986 geleitet, ihm folgte Hilde Hiller bis 2004 nach. Unter ihrer Leitung entstand 1995 die Abteilung Stein und Bronzezeit neu, danach wurde bis 1997 die Abteilung Eisenzeit / Kelten überarbeitet. Diesen zwei Abteilungen folgte dann die Alemannenschatzkammer im Jahre 2000, den Abschluss unter Hilde Hiller bildete die Abteilung Frühes Mittelalter. Ihre Nachfolgerin wurde 2005 Helena Pastor Borgoñón, deren Schwerpunkt auf der Römerzeit liegt. In den Jahren 2012 bis 2022 teilte sie sich die Direktorinnenfunktion mit Beate Grimmer-Dehn.